# Maimaia
Maimaia este un gen de molii din familia Lymantriinae.